# 질의 최적화
쿼리 최적화(Query optimization)는 수많은 관계형 데이터베이스 관리 시스템, 그리고 그래프 데이터베이스 등의 기타 데이터베이스의 기능이다. 쿼리 옵티마이저(query optimizer)는 잠재적인 쿼리 플랜을 고려함으로써 주어진 쿼리를 가장 효율적인 실행하는 방법을 정의하는 일을 시도한다.
일반적으로 쿼리 옵티마이저는 사용자에 의해 직접 접근이 불가능하다. 쿼리가 데이터베이스 서버에 제출되고 파서에 의해 파싱이 되면 이것들은 최적화가 발생하는 쿼리 옵티마이저에 전달하게 된다. 그러나 일부 데이터베이스 엔진은 힌트와 함께 쿼리 옵티마이저의 가이드를 허용한다.